# Pałac w Smolicach
Pałac w Smolicach – zabytkowy pałac w miejscowości Smolice (województwo wielkopolskie). 
Obiekt wybudowany w latach 1910-1914 jest częścią zespołu pałacowego, w skład którego wchodzą jeszcze: 
- park z XVIII-XX w.[2]
- stajnia folwarczna z 1905[3][1].

We frontonie (szczycie) pseudoryzalitu kartusz z herbem hrabiego von Ziethen.

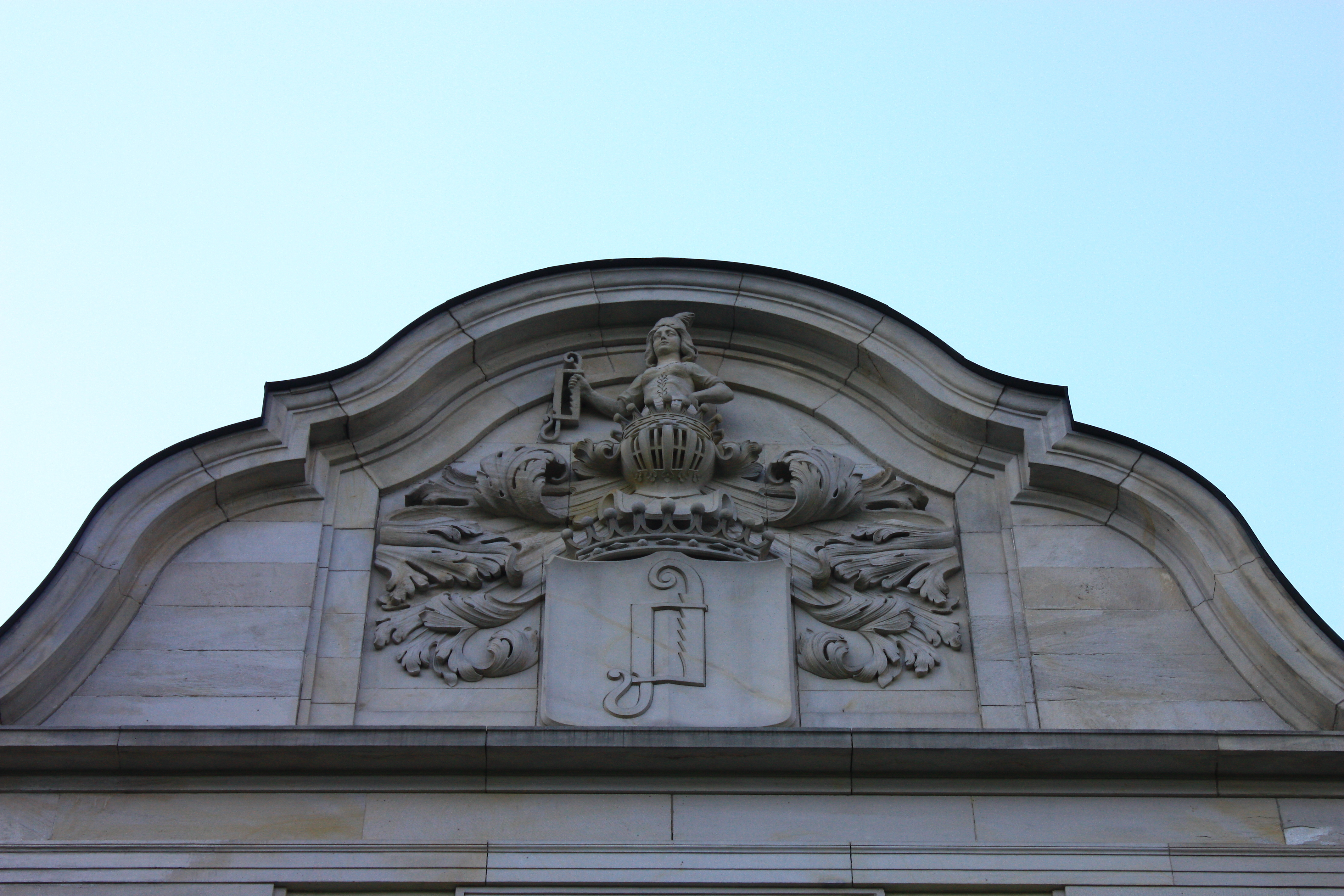
Fronton z herbem
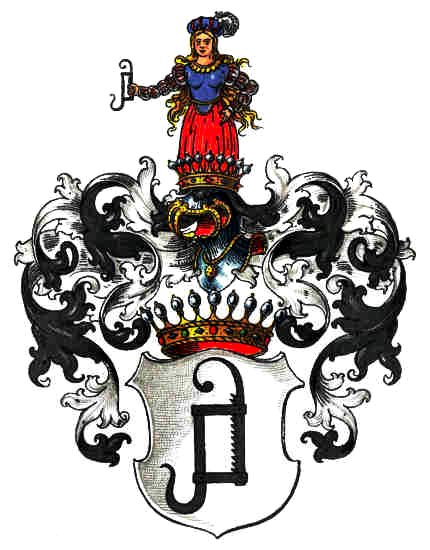
Herb von Ziethen